# CONMEBOL

Früheres CONMEBOL-Logo bis 2017

Die CONMEBOL (portugiesisch Confederação Sul-Americana de Futebol, spanisch Confederación Sudamericana de Fútbol, deutsch: Südamerikanische Fußball-Konföderation) ist der Kontinentalverband der nationalen Fußballverbände Südamerikas. Die Gründung erfolgte am 9. Juli 1916. Sitz des Verbandes ist Luque in Paraguay. Die Abkürzung wurde ursprünglich bei der telegrafischen Nachrichtenübermittlung benutzt (CONfederación sudaMEricana de fútBOL). Die Verkehrssprachen sind Portugiesisch und Spanisch.
Der Verband veranstaltet seit 1916 die Copa América genannte südamerikanische Fußballmeisterschaft für Nationalmannschaften. Der Austragungsrhythmus wechselte dabei häufig, seit 2007 soll die Copa América alle vier Jahre stattfinden. Seit 1991 gibt es mit der Copa América der Frauen (bis 2010 Sudamericano Femenino) auch einen Wettbewerb für Frauen-Nationalmannschaften. Seit 1960 wird jedes Jahr die Copa Libertadores für Vereinsmannschaften ausgetragen, das südamerikanische Gegenstück zum Europapokal der Landesmeister bzw. der UEFA Champions League.

## Mitgliedsverbände

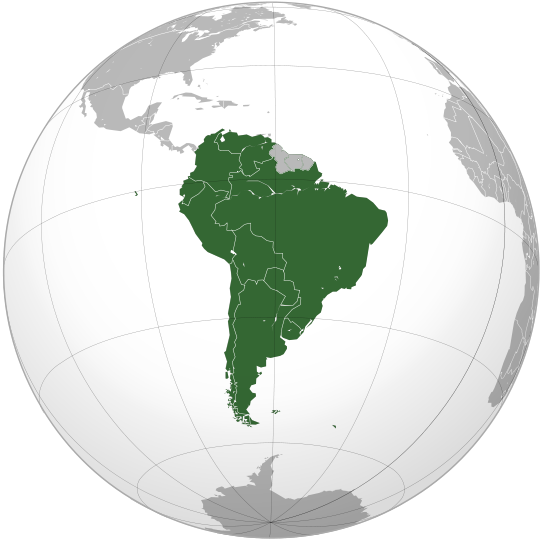
Mitgliedsstaaten der CONMEBOL

Die CONMEBOL wurde als mit Abstand ältester Kontinentalverband am 9. Juli 1916 im Rahmen der dadurch ersten anerkannten Copa América auf Initiative von Héctor Rivadavia, der sich schon länger für eine Vereinigung eingesetzt hatte, von den Gründungsmitgliedern Argentinien, Brasilien, Chile und Uruguay ins Leben gerufen. Bei dem Gründungsdatum handelte es sich um exakt den 100. Jahrestag der Unabhängigkeit der Vereinigten Provinzen des Río de la Plata, des heutigen Argentiniens, zu deren Feierlichkeiten das Turnier stattfand.
Dem Verband gehören seit 1952 zehn Landesverbände an. Die CONMEBOL ist damit gemessen an der Zahl der Mitgliedsverbände der kleinste der sechs Kontinentalverbände des Fußball-Weltverbandes FIFA und lädt deswegen heutzutage zur Copa América stets zwei Gastmannschaften ein, um eine Aufteilung der Mannschaften in drei Vierergruppen zu ermöglichen.
| Land        | Verband                            | Gründung | Beitritt |
| ----------- | ---------------------------------- | -------- | -------- |
| Argentinien | Asociación del Fútbol Argentino    | 1893     | 1916     |
| Bolivien    | Federación Boliviana de Fútbol     | 1925     | 1926     |
| Brasilien   | Confederação Brasileira de Futebol | 1914     | 1916     |
| Chile       | Federación de Fútbol de Chile      | 1895     | 1916     |
| Ecuador     | Federación Ecuatoriana de Fútbol   | 1925     | 1927     |
| Kolumbien   | Federación Colombiana de Fútbol    | 1924     | 1936     |
| Paraguay    | Asociación Paraguaya de Fútbol     | 1906     | 1921     |
| Peru        | Federación Peruana de Fútbol       | 1922     | 1925     |
| Uruguay     | Asociación Uruguaya de Fútbol      | 1899     | 1916     |
| Venezuela   | Federación Venezolana de Fútbol    | 1926     | 1952     |

Die Verbände von Französisch-Guayana, Guyana und Suriname sind Mitglieder der Nord-, Zentralamerikanischen und karibischen Fußballkonföderation CONCACAF, obwohl sie vollständig in Südamerika liegen.

## Präsidenten
- 1916–1936  Héctor Rivadavia Gómez
- 1936–1939  Luis O. Salesi

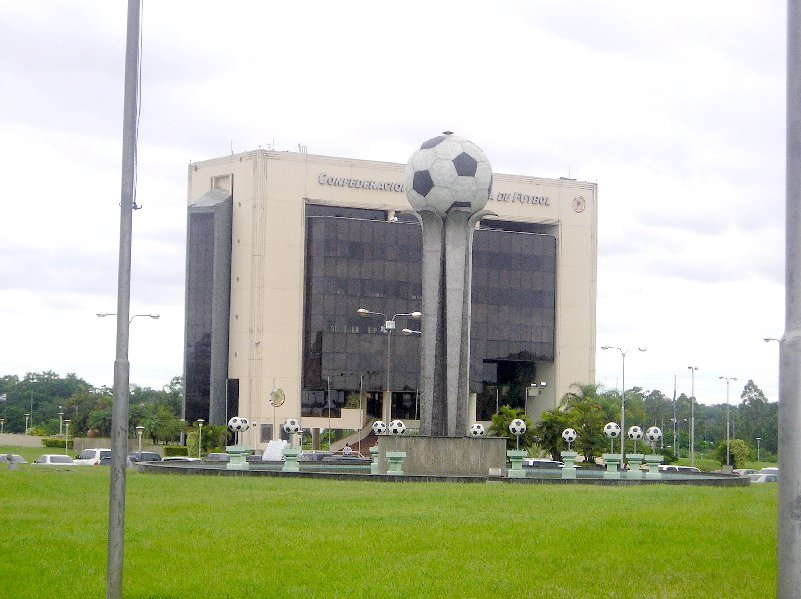
Verwaltungsgebäude der CONMEBOL in Luque, Paraguay

- 1939–1955  Luis Valenzuela Hermosilla
- 1955–1957  Carlos Dittborn Pinto
- 1957–1959  José Ramos de Freitas
- 1959–1961  Fermín Sorhueta
- 1961–1966  Raúl H. Colombo
- 1966–1986  Teófilo Salinas Fuller
- 1986–2013  Nicolás Leoz
- 2013–2014  Eugenio Figueredo
- 2014–2015  Juan Ángel Napout
- 2016–0000  Alejandro Domínguez

## WM-Teilnehmer aus Südamerika

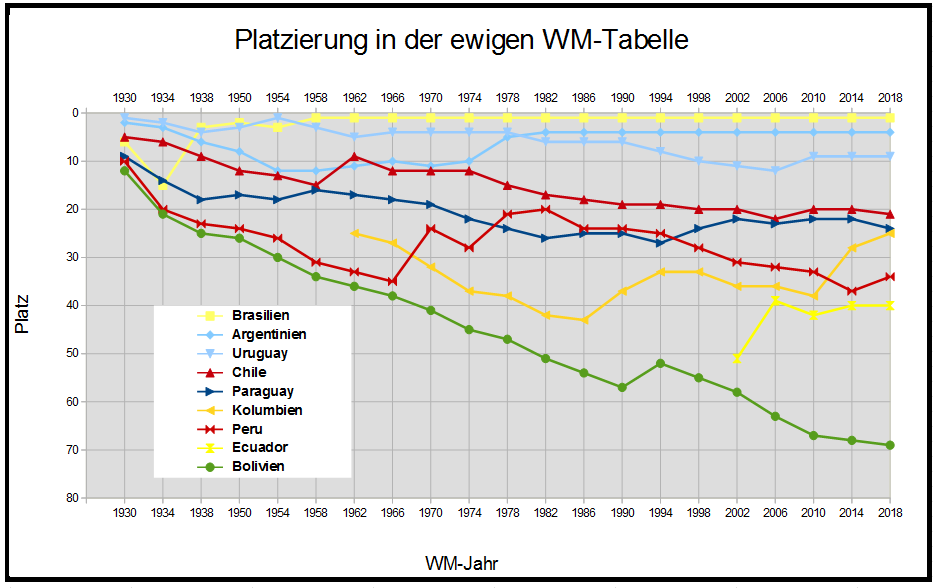
Platzierung der CONMEBOL-Mannschaften in der ewigen WM-Tabelle

### Männer
- Fußball-Weltmeisterschaft 1930: Argentinien, Bolivien, Brasilien, Chile, Paraguay, Peru, Uruguay
- Fußball-Weltmeisterschaft 1934: Argentinien, Brasilien
- Fußball-Weltmeisterschaft 1938: Brasilien
- Fußball-Weltmeisterschaft 1950: Bolivien, Brasilien, Chile, Paraguay, Uruguay
- Fußball-Weltmeisterschaft 1954: Brasilien, Uruguay
- Fußball-Weltmeisterschaft 1958: Argentinien, Brasilien, Paraguay
- Fußball-Weltmeisterschaft 1962: Argentinien, Brasilien, Chile, Kolumbien, Uruguay,
- Fußball-Weltmeisterschaft 1966: Argentinien, Brasilien, Chile, Uruguay
- Fußball-Weltmeisterschaft 1970: Brasilien, Peru, Uruguay
- Fußball-Weltmeisterschaft 1974: Argentinien, Brasilien, Chile, Uruguay,
- Fußball-Weltmeisterschaft 1978: Argentinien, Brasilien, Peru
- Fußball-Weltmeisterschaft 1982: Argentinien, Brasilien, Chile, Peru
- Fußball-Weltmeisterschaft 1986: Argentinien, Brasilien, Paraguay, Uruguay
- Fußball-Weltmeisterschaft 1990: Argentinien, Brasilien, Kolumbien, Uruguay
- Fußball-Weltmeisterschaft 1994: Argentinien, Bolivien, Brasilien, Kolumbien
- Fußball-Weltmeisterschaft 1998: Argentinien, Brasilien, Chile, Kolumbien, Paraguay
- Fußball-Weltmeisterschaft 2002: Argentinien, Brasilien, Ecuador, Paraguay, Uruguay
- Fußball-Weltmeisterschaft 2006: Argentinien, Brasilien, Ecuador, Paraguay
- Fußball-Weltmeisterschaft 2010: Argentinien, Brasilien, Chile, Paraguay, Uruguay
- Fußball-Weltmeisterschaft 2014: Argentinien, Brasilien, Chile, Ecuador, Kolumbien, Uruguay
- Fußball-Weltmeisterschaft 2018: Argentinien, Brasilien, Kolumbien, Peru, Uruguay
- Fußball-Weltmeisterschaft 2022: Argentinien, Brasilien, Ecuador, Uruguay

Dabei gelang bisher drei Mitgliedern insgesamt zehnmal der Gewinn des Weltmeistertitels, nämlich fünfmal Brasilien (1958, 1962, 1970, 1994, 2002), dreimal Argentinien (1978, 1986, 2022) und zweimal Uruguay (1930, 1950). Der Verband Venezuelas ist der einzige, dem noch keine Endrundenteilnahme gelang.
Anmerkungen: Weltmeister sind fett, Gastgeber kursiv gesetzt.

### Frauen
- Fußball-Weltmeisterschaft der Frauen 1991: Brasilien
- Fußball-Weltmeisterschaft der Frauen 1995: Brasilien
- Fußball-Weltmeisterschaft der Frauen 1999: Brasilien
- Fußball-Weltmeisterschaft der Frauen 2003: Argentinien, Brasilien
- Fußball-Weltmeisterschaft der Frauen 2007: Argentinien, Brasilien
- Fußball-Weltmeisterschaft der Frauen 2011: Brasilien, Kolumbien
- Fußball-Weltmeisterschaft der Frauen 2015: Brasilien, Kolumbien, Ecuador
- Fußball-Weltmeisterschaft der Frauen 2019: Argentinien, Brasilien, Chile
- Fußball-Weltmeisterschaft der Frauen 2023: Argentinien, Brasilien, Kolumbien

Der Gewinn eines Frauen-Weltmeistertitels ist bislang noch keinem Mitgliedsverband aus der CONMEBOL gelungen. Das beste Abschneiden einer südamerikanischen Frauennationalmannschaft war bislang der zweite Platz der Mannschaft Brasiliens im Jahr 2007.

## Vereinsweltmeister aus Südamerika
Folgende südamerikanischen Mannschaften konnten die FIFA-Klub-Weltmeisterschaft gewinnen:
- 2000: Corinthians São Paulo (Brasilien)
- 2005: FC São Paulo (Brasilien)
- 2006: Internacional Porto Alegre (Brasilien)
- 2012: Corinthians São Paulo (Brasilien)

## Wettbewerbe

### Für Nationalmannschaften
- Copa América
- Copa América der Frauen
- U-20-Fußball-Südamerikameisterschaft
- U-17-Fußball-Südamerikameisterschaft
- U-15-Fußball-Südamerikameisterschaft
- U-20-Fußball-Südamerikameisterschaft der Frauen
- U-17-Fußball-Südamerikameisterschaft der Frauen
- Copa América (Futsal)
- Campeonato Sudamericano Femenino de Futsal
- Campeonato Sudamericano de Futsal Sub-20

### Für Vereinsmannschaften
- Copa Libertadores
- Copa Libertadores der Frauen
- Copa Libertadores (U-20)
- Copa Sudamericana, ausgetragen seit 2002 als Nachfolger der Wettbewerbe
  - Copa Merconorte und Copa Mercosur (1998–2001) und
  - Copa CONMEBOL (1992–1999)
- Recopa Sudamericana
- Sudamericano de Clubes de Futsal

## Korruptionsaffäre
Vor dem Hintergrund der Ermittlungen im Zusammenhang mit der Korruptionsaffäre in der FIFA votierte der Senat von Paraguay am 11. Juni 2015 dafür, die bis dahin bestehende Immunität für leitende Funktionäre des Verbandes aufzuheben. Einen entsprechenden Beschluss hatte auch das paraguayische Unterhaus in der Vorwoche verabschiedet. Staatspräsident Horacio Cartes unterstützte das Vorhaben ebenfalls. Nicolás Leoz, bis 2013 fast 30 Jahre Präsident des Verbandes, stand zu diesem Zeitpunkt bereits unter Hausarrest.